# Audrey Syren
Audrey Syren (* 4. September 1983 in Mulhouse) ist eine ehemalige französische Volleyball- und Beachvolleyballspielerin. Sie gewann 2000 die französische Meisterschaft im Sand.

## Karriere

### Karriere Halle
Mit ASPTT Mulhouse stand die Zuspielerin 2000 im französischen Pokalfinale und im Achtelfinale des CEV Cups. Ein Jahr später stand der Verein aus dem Elsass im Viertelfinale des Top Teams Cup. 2002 endete mit dem vierten Platz in der Meisterschaft und dem Viertelfinale im Pokal. Anschließend wechselte Syren zum Racing Club Villebon 91. Dort gelang ihr in der ersten Saison gleich ihr größter Erfolg, als sie mit dem Volleyballclub aus dem Département Essonne den Top Teams Cup 2003 gewann. In Ligue A erreichte ihre Mannschaft die Vizemeisterschaft. Ins gleiche Spieljahr fielen auch ihre ersten Einsätze im Nationalteam, mit dem sie in Daegu die Vorschlussrunde der Universitätsweltmeisterschaften erreichte. 2004 stand die gebürtige Mülhauserin zum zweiten Mal im Pokalfinale ihres Heimatlandes, während ein Jahr später die zweite Vizemeisterschaft und der Einzug ins Viertelfinale des Top Teams Cup zu Buche standen. Mit der Landesauswahl belegte Syren bei den Mittelmeerspielen den sechsten Rang, bei der Universiade wurden die Französinnen elfte. Mit Levallois Paris Saint-Cloud erreichte die Athletin in der Zeit von 2005 bis 2007 als beste Resultate einmal den fünften Rang im Pokal sowie den zehnten Platz in der Meisterschaft. Anschließend wechselte Audrey Syren zu Saint-Raphaël Var Volley-Ball in die French Élite und erreichte gleich den Titel dieser Liga und die Rückkehr in die französische Beletage. In ihrer letzten Spielzeit wurde sie mit ihrem Verein neunte in der Meisterschaft sowie dritte im Pokal und gewann mit der Nationalmannschaft die Qualifikation zur EM.

### Karriere Beach
Syren startete 2000 ihre Karriere im Sand und wurde gleich französische Meisterin mit Andrea Luge. In der folgenden Saison erreichten die beiden noch einmal das Finale. Bei der Weltmeisterschaft im gleichen Jahr überstanden sie die Gruppenphase und schieden erst in der ersten Hauptrunde aus. Weitere Highlights ihrer gemeinsamen Zeit waren die Teilnahmen an den Europameisterschaften in der gleichen Spielzeit sowie ein Jahr später. 2002 standen sie zudem zum dritten Mal auf dem Podest der Landesmeisterschaften und erkämpften sich die Bronzemedaille. Nach einer längeren Pause nahmen sie 2009 noch einmal gemeinsam an den französischen Meisterschaften teil und wurden siebte. Anschließend beendete Audrey Syren ihre Volleyballkarriere.

### Privates
Nach ihrer Ballsportkarriere startete Audrey Syren bei verschiedenen Triathlon-Wettbewerben. Dazu gehörten auch einige Ironman. Sie erreichte 2019 bei den ITU World Triathlon Age-Group Championships Lausanne der 35–39-Jährigen den 35. Platz.